# (24233) 1999 XD94
(24233) 1999 XD94 è un asteroide troiano di Giove del campo greco. Scoperto nel 1999, presenta un'orbita caratterizzata da un semiasse maggiore pari a 5,303102 UA e da un'eccentricità di 0,039824, inclinata di 11,674332° rispetto all'eclittica. Ha un diametro di 22,641 km e un'albedo di 0,114.